# فرودگاه صحرایی پریداناک
فرودگاه صحرایی پریداناک (به انگلیسی: Predannack Airfield) یک فرودگاه نظامی است که یک باند فرود آسفالت دارد و طول باند آن ۱۴۰۵ متر است. این فرودگاه در کشور انگلستان قرار دارد و در ارتفاع ۹۰ متری از سطح دریا واقع شده است.